# Alto (Georgie)
Alto je město, jehož území zasahuje do 3 okresů (Banks County, Habersham County a Hall County) ve státě Georgie v USA. V roce 2011 žilo ve městě 1174 obyvatel. Podle sčítání lidí v roce 2000, žilo v Alto 876 obyvatel, 304 domácností a 227 rodin.

## Demografie
Podle sčítání lidí v roce 2000 žilo ve městě 876 obyvatel, 304 domácností a 227 rodin. V roce 2011 žilo ve městě 626 mužů (53,3 %) a 548 žen (46,7 %). Průměrný věk obyvatele je 30 let.